# PGC 1552592
LEDA/PGC 1552592 ist eine Linsenförmige Galaxie mit aktivem Galaxienkern vom Hubble-Typ S0 im Sternbild Herkules am Nordsternhimmel. Sie ist schätzungsweise 531 Millionen Lichtjahre von der Milchstraße entfernt und hat einen Durchmesser von etwa 70.000 Lichtjahren. Die Galaxie gilt als Mitglied des Herkules-Haufens Abell 2151.
Im selben Himmelsareal befinden sich u. a. NGC 6053, NGC 6055, IC 1189, IC 1190.